# Phymateus viridipes
A Phymateus viridipes a rovarok (Insecta) osztályának egyenesszárnyúak (Orthoptera) rendjébe, ezen belül a Pyrgomorphidae családjába tartozó faj.

## Előfordulása
A Phymateus viridipes előfordulási területe Afrika.

## Alfajai
- Phymateus viridipes brunneri
- Phymateus viridipes viridipes Stål, 1873

## Megjelenése
Ez a rovar körülbelül 7 centiméter hosszú. Az elülső szárnyai zöld színűek, míg a hátsók élénk vörös és kék mintázatúak. A feje mögött, vörös végű tüskék vannak. A nimfák élénk sárga és fekete mintázatúak.

## Életmódja
A nimfák védekezési célokból nagy csoportokban ülnek, míg a felnőttek falevélnek próbálnak álcázódni. A nimfák többé-kevésbbé mindenevők, viszont az imágók a mérgező Acokanthera oppositifolia, Cascabela thevetia és Secamone alpinii növényeket kedvelik. Ha veszélyben van, akkor kellemetlen nedvet bocsát ki. Amikor az élőhelyéről elfogy a táplálék, nagy vándorutakat is megtehet.

## Képek

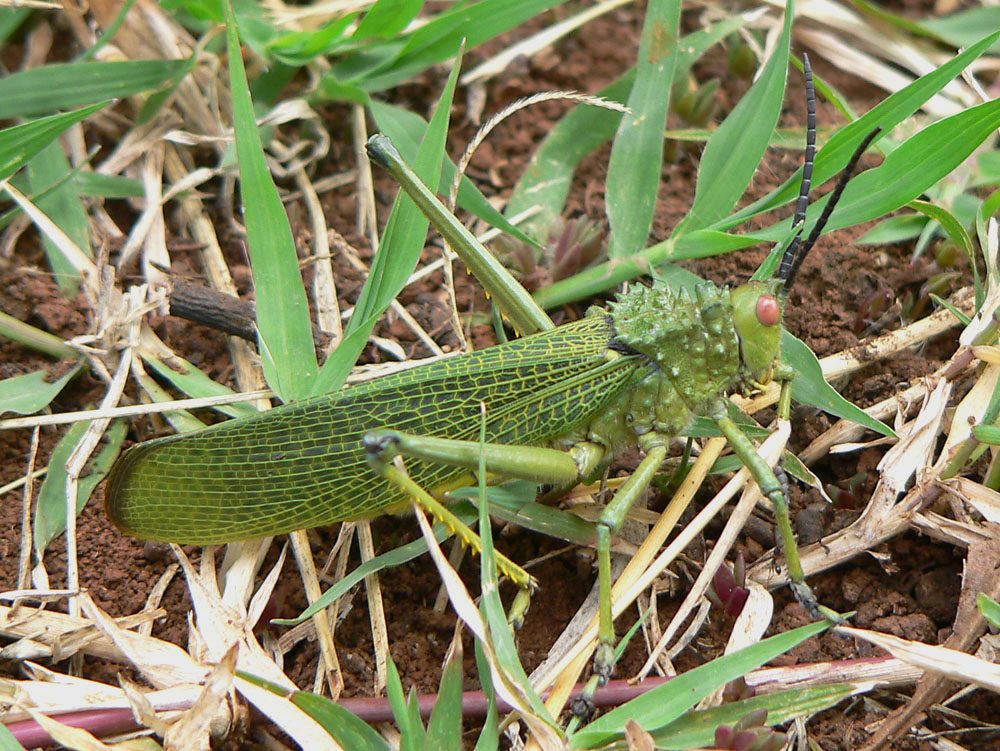
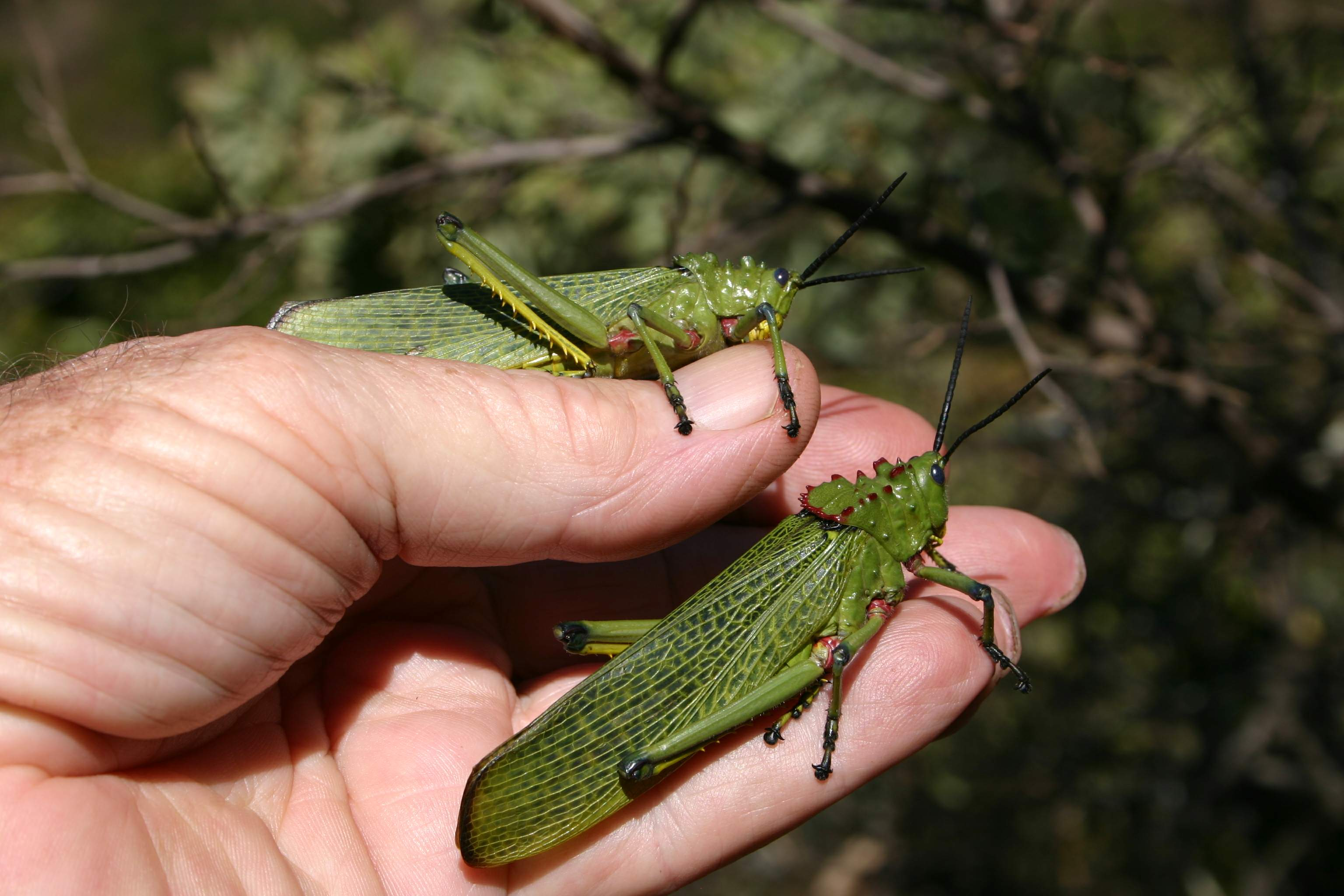
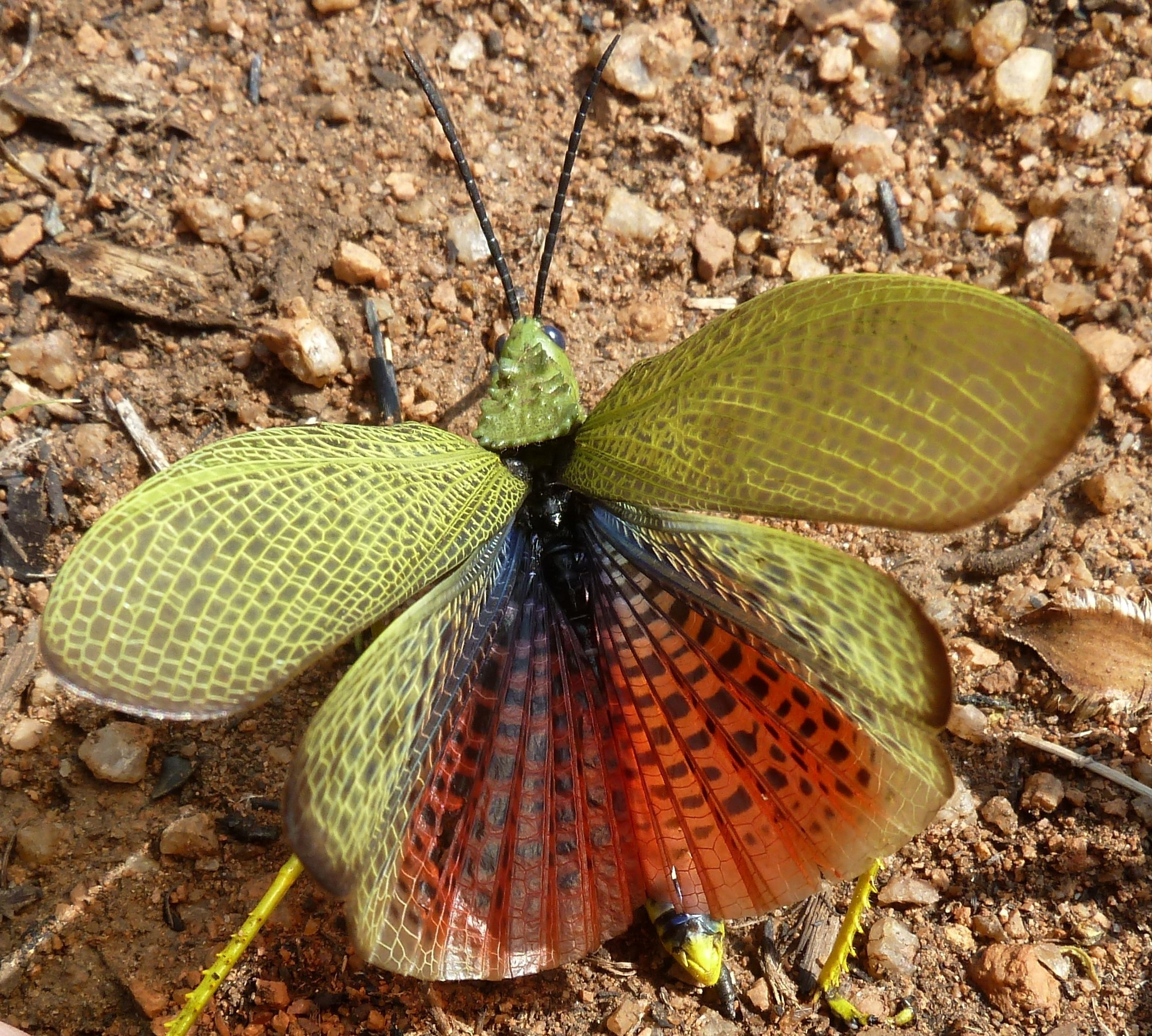
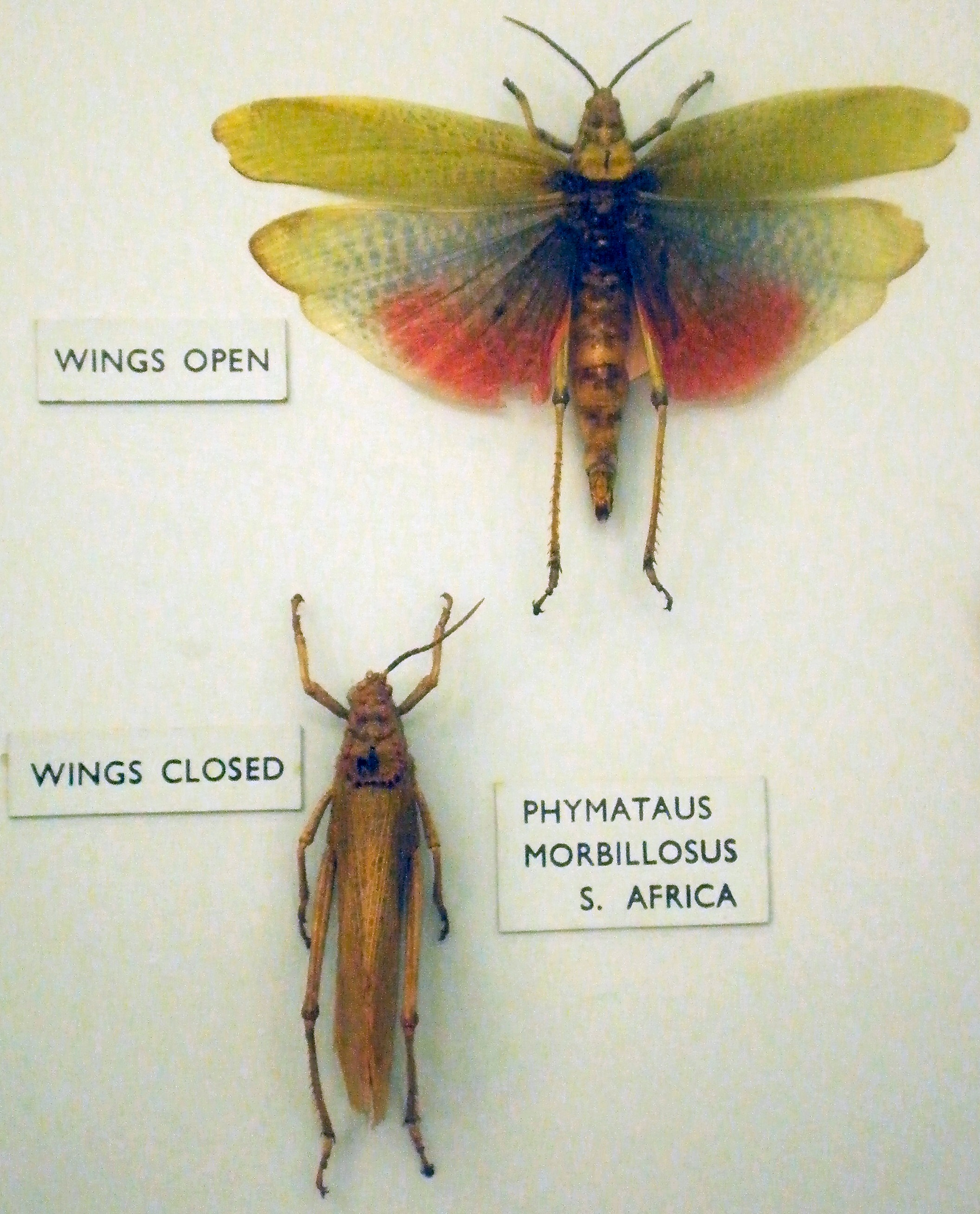
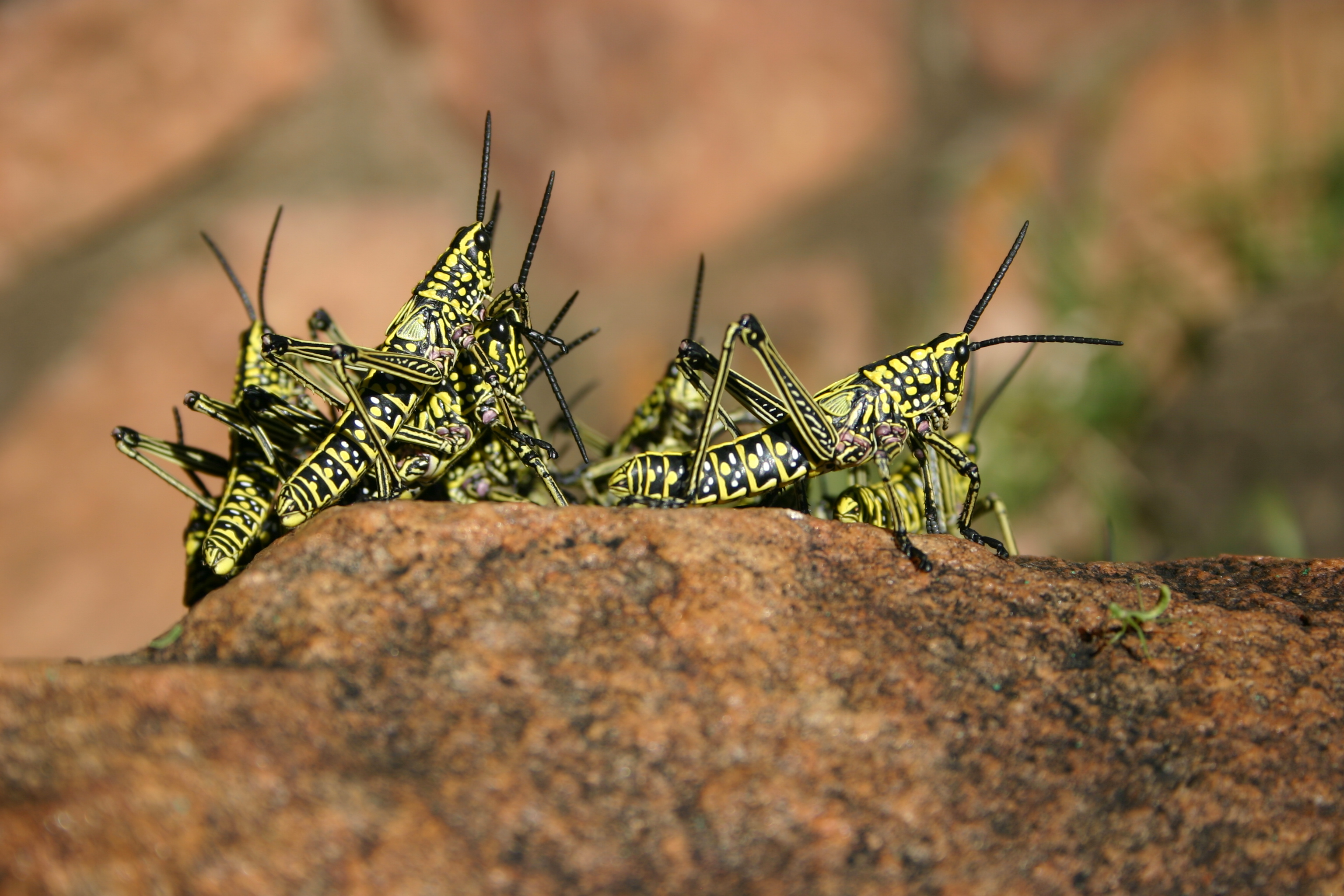

## Fordítás
- Ez a szócikk részben vagy egészben  a   Phymateus viridipes című angol Wikipédia-szócikk ezen változatának fordításán alapul.  Az eredeti cikk szerkesztőit annak laptörténete sorolja fel. Ez a jelzés csupán a megfogalmazás eredetét és a szerzői jogokat jelzi, nem szolgál a cikkben szereplő információk forrásmegjelöléseként.